# 岡秀子
岡 秀子（おか ひでこ 1953年2月14日- ）は、鹿児島県瀬戸内町出身のフェンシング選手、指導者。
成徳学園高校（現・下北沢成徳高校）卒業。日本体育大学卒業後、下北沢成徳高等学校教員となった。1976年モントリオールオリンピックのフルーレ団体に出場した。1980年のモスクワオリンピック代表にも選ばれていたが日本がボイコットしたことから出場できなかった悲運の選手である。モントリオールオリンピックのリベンジを誓い4年間猛練習をして、結果を残し日本代表に選出されるが夢は叶わなかった。現在、フェンシング部の後進の指導に携わっている。
全日本フェンシング選手権大会でも女子フルーレで1978年、1980年に優勝している。